# Naturalització (biologia)

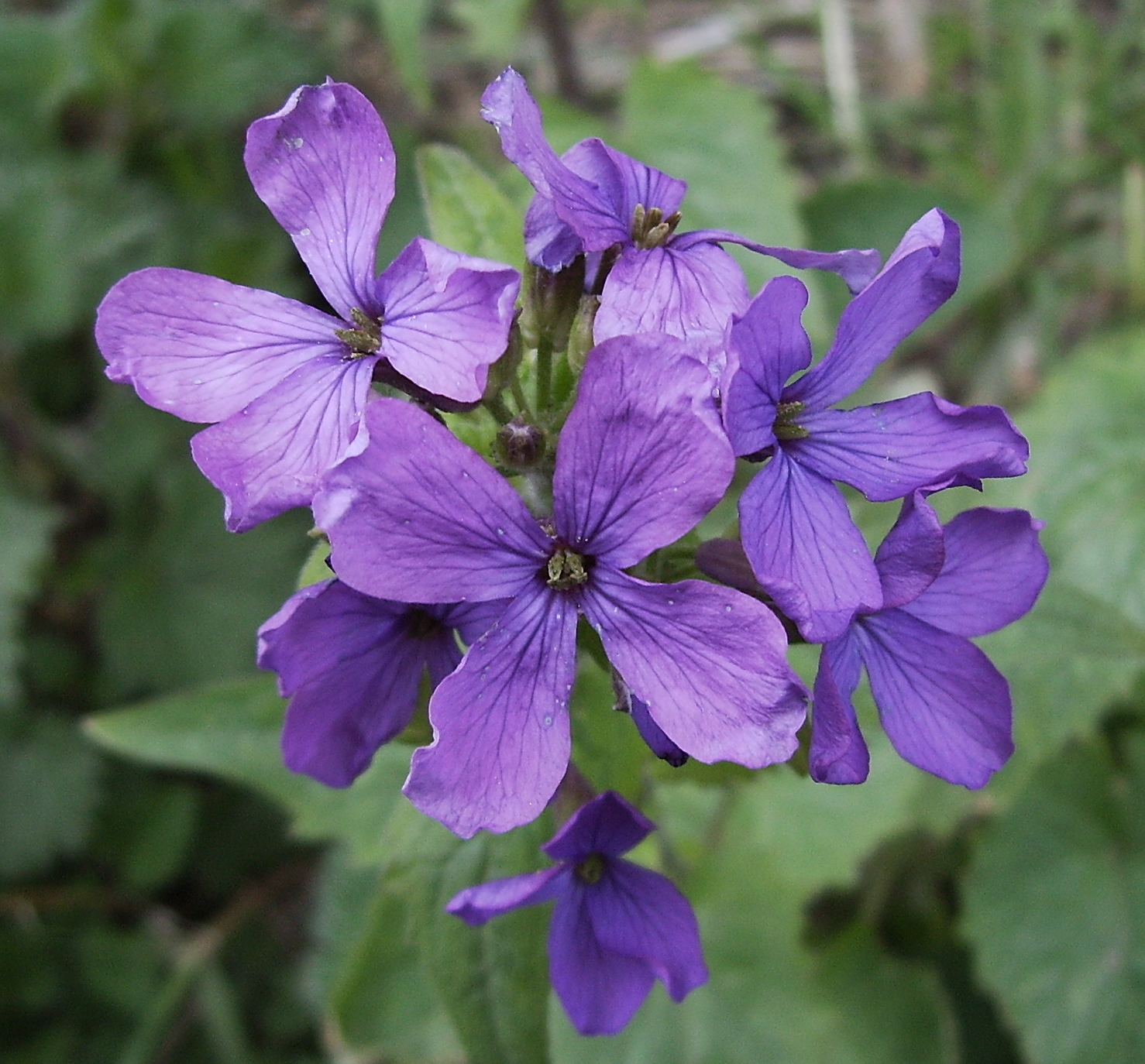
Lunaria annua espècie naturalitzada a Europa provinent de la Jardineria

Naturalització en biologia, és qualsevol procés pel qual un organisme no natiu s'estén en la vida silvestre i passa a considerar-se naturalitzat. Es diu que una població ja està naturalitzada si la seva reproducció és suficient per a mantenir-se.
Un exemple, entre molts, de planta naturalitzada als Països Catalans i la resta d'Europa, és la brassicàcia d'ús ornamental Lunaria annua.
Algunes poblacions no se sostenen elles mateixes mitjançant la reproducció, però gràcies a un flux continu des d'un altre lloc continuen existint. En aquest cas s'anomenen poblacions adventives. El cultiu de plantes (agricultura i jardineria) és la principal font d'aquestes poblacions adventives.
Les plantes naturalitzades poden passar a ser espècies invasores si són prou abundants i tenir un efecte advers sobre animals i plantes natives.